# 大橋喜久三
大橋 喜久三（おおはし きくぞう、1892年（明治25年）8月6日 - 1990年（平成2年）12月24日）は、実業家である。日本油脂取締役、ミサワホーム創業顧問、色材協会会長を務めた。岡山県倉敷市出身。

## 経歴

### 生い立ち
1892年（明治25年）、岡山県都窪郡倉敷町（現：倉敷市）の名家である大橋良平の三男として生れる。その後、旧制岡山県立高梁中学（現：岡山県立高梁高校）へ進学した。同期には、丸善石油社長になる森寿五郎、日窒コンツェルン首脳陣となる笹田直二郎がいた。その後、1911年（明治44年）同校を卒業し、旧制第六高等学校へ進学する。
1915年（大正4年）に同校を卒業し、1916年（大正5年）東京帝国大学農科大学農芸化学科へ進学する。同大学を1919年（大正8年）7月、26歳で卒業し、日本窒素肥料へ就職する。

### 就職後
日窒へ就職後、熊本県八代郡鏡町にある鏡工場へ技師として配属となる。1年半程度で同社を退職し、28歳のとき東京にある日本ウルシ工業の取締役として転職する。その後、1921年（大正10年）11月、理化工業の取締役として入社し、更に、1923年（大正13年）8月、不二塗料の川崎工場長を兼務する。また、1927年（昭和2年）12月、35歳で同郷の星島二郎が取締役を務める株式会社甲石の取締役にもなった。
その後も、昭和藍素工業取締役や日本食品工業の課長等、数多くの職場を兼務しながら、1937年（昭和12年）に日本油脂へ入社し査業課長となる。1939年（昭和14年）には、川崎塗料工場の工場長となり、兄の大橋退治が日本油脂の取締役常務・油化部長となると、1942年（昭和17年）50歳のとき同社の調査役監事に就任、社長直属となった。
日本油脂の社名が日産化学工業へ変更となり、第二次世界大戦後の1946年（昭和21年）53歳のときに、同社取締役・塗料部長となる。1948年（昭和23年）には、第12代色材協会会長となり、2年間務めた。1949年（昭和24年）には、常務取締役へ就任する。1956年（昭和31年）には、63歳で日本塗料工業会会長となり、兄である大橋退治が日産化学から再度、日本油脂へ社名変更した会社の社長（同社会長は苫米地義三）となると、同社のNo.2として兄を経営面で支えた。1958年（昭和33年）65歳で、同社の顧問・相談役となり、経営の一線から退き、日本塗料工業会会長職も引退する。
引退後も、東洋製罐の監査役、ミサワホーム創業時の顧問など、多数の役職を務めたが、1990年（平成2年）12月24日、午後1時28分に老衰のため98歳で死去。

## 受賞歴
- 藍綬褒章（1966年）[1]
- 勲四等旭日小綬章（1967年）[1]
- 日本塗料工業会日本塗料賞（1968年）[1]

## 家族
- 父親 - 大橋良平（1861[31] - 1919年[32]）倉敷紡績・倉敷銀行取締役、都窪郡会議員、倉敷町会議員、57歳没[33]。
- 母親 - 大橋嘉與（1865 - 不明）旧姓：中山[16][31]。
- 姉 - 廣子（1882 - 1973年）女子大学校→シカゴ大学卒[5][34]、日本女子大学教授・第5代学長[35]、別名：廣。
- 長兄 - 藤一郎（1887 - 不明）高梁中→旧制五高→東京帝国大学法学部卒[33]、倉敷紡績大株主[36]。
- 次兄 - 退治（1889 - 1975年）岡山中→旧制六高→東京帝国大学工学部卒、東京化成・日本油脂社長、86歳没[37][38]。
- 妻 - はる子（1889年 - 不明）大阪府・天木繁二郎の長女[13][16]。
- 子供 - 恵子（長女：1922年生）[16]
- 子供 - 藤子（次女：1924年生）[16]
- 子供 - 善治（長男：1927年生）[16]